# Aeolesthes rufimembris
Aeolesthes rufimembris är en skalbaggsart som beskrevs av Maurice Pic 1923. Aeolesthes rufimembris ingår i släktet Aeolesthes och familjen långhorningar.
Artens utbredningsområde är Laos. Inga underarter finns listade i Catalogue of Life.